# Dalila Spiteri
Dalila Spiteri (* 24. April 1997) ist eine italienische Tennisspielerin.

## Karriere
Spiteri begann mit sechs Jahren mit dem Tennisspielen und spielt bislang vor allem auf der ITF Women’s World Tennis Tour, wo sie bereits drei Titel im Einzel und sieben im Doppel gewonnen hat.

## Turniersiege

### Einzel
| Nr. | Datum             | Turnier             | Kategorie   | Belag     | Finalgegnerin         | Ergebnis       |
| --- | ----------------- | ------------------- | ----------- | --------- | --------------------- | -------------- |
| 1.  | 12. November 2016 | Solarino            | ITF $10.000 | Teppich   | Anna-Giulia Remondina | 6:1, 6:2       |
| 2.  | 23. Februar 2020  | Iraklio             | ITF W15     | Sand      | Martina Spigarelli    | 6:4, 6:1       |
| 3.  | 19. Februar 2023  | Scharm asch-Schaich | ITF W15     | Hartplatz | Anca Todoni           | 6:3, 64:7, 6:1 |

### Doppel
| Nr. | Datum             | Turnier                  | Kategorie   | Belag   | Partnerin             | Finalgegnerinnen                     | Ergebnis         |
| --- | ----------------- | ------------------------ | ----------- | ------- | --------------------- | ------------------------------------ | ---------------- |
| 1.  | 1. Oktober 2016   | Santa Margherita di Pula | ITF $10.000 | Sand    | Petra Krejsová        | Snehadevi Reddy Jelena Simić         | 6:0, 1:6, [10:3] |
| 2.  | 18. November 2016 | Solarino                 | ITF $10.000 | Teppich | Anna-Giulia Remondina | Mathilde Armitano Elixane Lechemia   | kampflos         |
| 3.  | 11. August 2017   | Wien                     | ITF $15.000 | Sand    | Anastasia Grymalska   | Ana Sofía Sánchez Lucrezia Stefanini | 0:6, 6:3, [10:8] |
| 4.  | 15. Februar 2020  | Iraklio                  | ITF W15     | Sand    | Martina Colmegna      | Ioana Gașpar Romy Kölzer             | 7:63, 6:1        |
| 5.  | 22. Februar 2020  | Iraklio                  | ITF W15     | Sand    | Tatiana Pieri         | Nuria Brancaccio Olga Helmi          | 4:6, 6:0, [10:6] |
| 6.  | 26. August 2023   | Verbier                  | ITF W25     | Sand    | Deborah Chiesa        | Inès Ibbou Naïma Karamoko            | 1:6, 6:3, [10:7] |
| 7.  | 10. Mai 2025      | Santa Margherita di Pula | ITF W35     | Sand    | Deborah Chiesa        | Ariana Geerlings Sofia Rocchetti     | Walkover         |